# Wilhelm I. Embriaco
Wilhelm I. Embriaco († zwischen 1118 und 1127) war ein genuesischer Admiral.
Er stammte aus eine vizegräflichen Familie Embriaco aus Genua und hatte während des Ersten Kreuzzugs 1099 an der Erstürmung Jerusalems teilgenommen. Zwischen 1102 und 1110 findet Wilhelm als Konsul von Genua Erwähnung. 1103/04 war er Kommandeur einer genuesischen Flotte und unterstützte den Kreuzfahrer Raimund von St.-Gilles bei der Eroberung des Umlandes von Tripolis, insbesondere bei der Eroberung von Gibelet. Als Gegenleistung erhielten die Genuesen ein Drittel Gibelets.
1108 kam auch Wilhelms Sohn Hugo Embriaco zusammen mit dem Sohn Raimunds von St.-Gilles, Bertrand nach Outremer. 1109, kurz vor der Eroberung von Tripolis übertrug Bertrand von St.-Gilles schließlich ganz Gibelet an Genua. Wilhelm kehrte nach Genua zurück und sein Sohn Hugo wurde als Herr von Gibelet eingesetzt. Formell war Hugo zunächst ein genuesischer Statthalter, ihm und seinen Nachfahren gelang es aber in der Folgezeit Gibelet als erbliches Lehen für seine Familie Embriaco zu sichern.